# رودی روژیه
رودی روژیه (انگلیسی: Rudy Rogiers؛ زادهٔ ۱۷ فوریهٔ ۱۹۶۱) دوچرخه‌سوار اهل بلژیک است.